# 薄斗青冈
薄斗青冈（学名：Cyclobalanopsis tenuicupula）为壳斗科青冈属下的一个种。